# Kristályos pala
A kristályos pala (schist) olyan metamorf kőzet, amely kézipéldányméretben, láthatóan jól kifejlett palásságot mutat. Palás megjelenésének oka a nagy mennyiségű, nem izometrikus ásványszemcse irányított elrendeződése. A filloszilikát-gazdag kőzetekre a kristályos pala elnevezést általában a közepes-durva szemcsés változatokra alkalmazzák (az egyes szemcsék szabad szemmel megkülönböztethetők egymástól), míg a finomszemcsés kőzetekre a zsindelypala (agyagpala /slate/) vagy a fillit elnevezés használatos.

## Lehetséges típusai
- epidottartalmú aktinolit-kloritpala (=zöldpala),
- gránát-biotitpala,
- csillámpala
- antigoritpala (=szerpentinit)
- talk-diszténpala (=fehérpala).